# 博多阪急
博多阪急（はかたはんきゅう）は、福岡県福岡市博多区博多駅中央街にある、阪急阪神百貨店が運営する百貨店。博多駅博多口の駅ビル「JR博多シティ」内にあり、アミュプラザ博多とともに同駅ビルの核店舗である。

## 概要
博多阪急は、「JR博多シティ」ビルの南寄り部分地下1階 - 8階にあり、ファッションビルのアミュプラザ博多と直結している。博多地区で唯一の百貨店である。
同ビル南寄り部分は、その東側のJR九州在来線ホーム上に約60mせり出しており、ビル内ホームとなっている。ホームは2階部分にあるため、阪急の2階フロアは他のフロアに比べて狭い。また、中3階フロアを持つ。店舗部分の北縁は、JR博多シティの各新設通路、連絡口等（地下1階 - アミュ地下、1階 - サブコンコース、3階 - 博多シティ3階改札口、4階 - 博多駅屋上駐車場）とも隣接しており、利便を図っている。
「暮らしの学校」をコンセプトとして西宮阪急（兵庫県西宮市）で成功したコトコトステージという各売場に設けられた顧客参加型のイベント広場で調理教室や食育、着こなしやコーディネートの講座など取扱商品に関連するイベントを開いて生活シーンや使用価値を提案する仕組みを導入し、2階を除く全フロアに大小20か所設置するなど物販以外のスペースが店舗面積の約15%を占めているほか、男性向けのコーディネート支援サービスも導入するなど、提案型のサービス機能に注力している。
20代OLに低単価でも頻繁に買い物に来てもらうことを狙い、ファッションビル並みの低単価のレディスファッションを扱うハカタシスターズを設け、高級婦人服を扱う特選売場を設置せずに主力の婦人服売場の商品の多くを単価1万円未満に抑えるなど、従来の百貨店の品揃えと大きく異なる商品展開を行っている。
また、大手百貨店が大都市の主要店舗で展開している富裕層や法人を対象とする外商を設置しないなど、珍しい営業戦略を採っていた。

### 主要テナント
- ルイ・ヴィトン
- ティファニー
- エルメス
- グッチ
- アルファエー
- ドロシーズ
- ノジェス
- イペールシックTOKYO
- 阪急 チャーミングプラザ
- 阪神名物いか焼き売り場 - 地下1階「阪急うまか食堂」内。阪神百貨店地下1階（スナックパーク）と同様の、いわゆる、大阪のイカ焼きスタイル。
- 丸福珈琲店 - 九州地区では初出店。

#### 過去の主要テナント
- エル・カフェ

### その他
開業時、「HAKATA SISTERS」セクションにある喫茶「HAKATA SISTERS cafe」では、イベントステージにUstreamスタジオを設置していた。しかし、2016年1月12日に同喫茶店が閉店することなどを理由に、同年1月10日付でスタジオも閉店した。
また、クレジットカードに関しては他の阪急とは異なり、独自の博多阪急エメラルドカードを採用していたが、2024年9月30日で新規入会を終了、2026年1月31日で全サービスを停止する。後継は他の阪急阪神百貨店の店舗同様ペルソナSTACIAカード（iD）、S STACIAカード、ペルソナSTACIA アメリカン・エキスプレス・カードとなる。

## 歴史

### 博多駅ビルの再開発

#### 髙島屋から阪急百貨店への変更

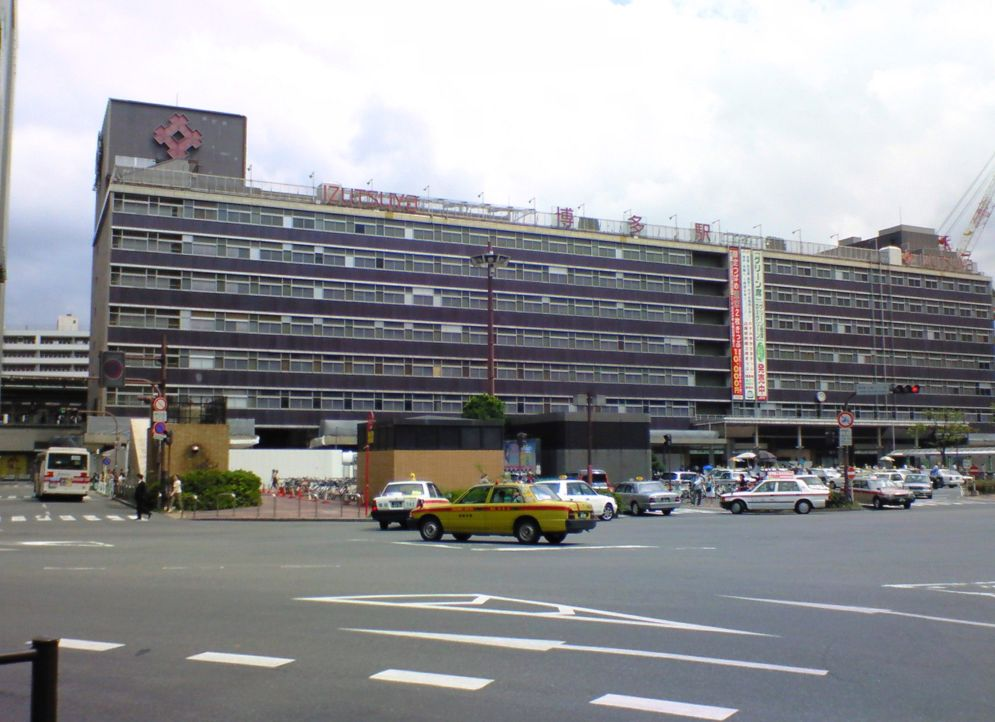
博多井筒屋入居時代の博多ステーションビル

1963年から開業していた3代目博多駅（博多ステーションビル）が老朽化した事をうけて、2007年より駅舎を取り壊し再開発する事を決定していたが、1966年から入居していた博多井筒屋、阪急百貨店及び髙島屋が新駅ビルの核テナントに名乗りを挙げていた。
JR博多駅ビルの再開発ビルへの出店について、当初は2004年（平成16年）1月に九州旅客鉄道が高島屋を招致したい意向を表明して、高島屋も打診に対して出店に前向きだったため同社と交渉が進められていた が2005年（平成17年）4月12日の決算発表の席で条件が合えば出店したいと地元最大の百貨店岩田屋を上回る規模での出店を目指して交渉していた が、百貨店部分と専門店街部分の売り場面積の構成で折り合わず交渉が難航した ため、九州旅客鉄道が急遽阪急百貨店との出店協議に切替えた。

#### 井筒屋の退店
建替え前の旧駅ビルで営業してきた井筒屋は2005年（平成17年）1月26日に社長名の文書で「新駅ビルへの核百貨店としての出店について前向きに検討したい」などと営業継続を求めていた。
他社に優先して交渉することを主張した井筒屋の訴えで福岡簡易裁判所で同年12月に第1回、2006年（平成18年）1月31日に第2回の調停が行われたが、九州旅客鉄道も他社と同列に扱う方針を曲げず溝が埋まらなかったため、調停は決裂しかけた。
しかし、最終的には補償金45億円を支払って退去してもらい、2007年（平成19年）3月31日に博多井筒屋は閉店した。

#### 開店準備
2006年（平成18年）3月24日、阪急百貨店は博多駅ビルへの進出に向けて九州旅客鉄道と本格的な交渉に入ることを取締役会で決定して 同年4月3日に正式に合意したことを発表した。食品・ファッションやターミナル立地に強みを持つ阪急百貨店にJR側が魅力を感じ、井筒屋が核テナントにこだわらない姿勢を示したことで阪急百貨店も中断していた出店交渉を再開し、合意に至った。
博多出店によって最大で年商450億円を見込んでいた髙島屋は共同会見に対し、「声を掛けたJR側から交渉を打ち切るのは不誠実」と抗議した。しかし、出店断念で浮いた費用を阪急百貨店との競合が激しい大阪店（本店、南海ビルディング）への投資などに振り向けるとした。
一方、当時の阪急百貨店は九州ではなじみが薄く、この記者会見では阪急百貨店の椙岡俊一会長も「当社は九州ではニューフェイス」と述べた。当時全国最大手だった髙島屋や既存の福岡の百貨店に比べ、ブランド力が課題の一つとされた。また、当初計画の営業面積だった約40000m2では地域一番店の岩田屋はおろか、二番手の博多大丸よりも小さく、乗降客数でも博多駅は名古屋駅、京都駅、三宮駅に水をあけられていた。この面でも、うめだ本店やJR駅ビル百貨店であるジェイアール名古屋タカシマヤ、ジェイアール京都伊勢丹などに比べて不利とされており、最も大きい神戸阪急 (ハーバーランド)を含めても年商300億円未満で中規模以下の支店しか営業していない阪急百貨店に当店が運営できるのかいぶかしむ声もあった。加えて、阪急うめだ本店の建て替えや西宮阪急に人的資源が割かれ、当店の開店準備に対する余裕がないとの見方も存在した。

### 開業以降の推移
2011年（平成23年）3月3日に入居するJR博多シティと共に博多阪急を開業、九州へ初進出 した。
1日35万人が乗降する九州最大のターミナルの駅ビルという利便性を背景に当店を含むJR博多シティ全体で開業初日に約22.2万人を集めた。
こうした当店の若い女性等を対象にしたファッションビル並みの価格帯の商品を扱う戦略をとった影響もあり、当店を含むJR博多シティの開業半年後の2011年（平成23年）7月に天神地区の3百貨店（岩田屋本店、博多大丸、福岡三越）が前年同月比で4.7%減だったのに対し、ファッションビルの福岡パルコが15%減、ソラリアプラザが10%減となるなど競合する大型店の中でも百貨店よりもファッションビルの方が大きな落ち込みを見せる結果となっている。
当店の開業半年間で来店客数が想定の1.5倍の約1820万人に達したが、売上は約200億円で計画を約8%上回っただけに留まり、客単価が想定以上に低かったためクレジットカード会員など固定客の増加による単価引上げを目指すことになった。
当店が初めて年間を通じて営業した2012年（平成24年）3月期に当店が売上高約372.59億円と初年度目標の370億円を少し上回り、エイチ・ツー・オー リテイリングの連結決算も前期比8.7%増の売上高約5055.88億円で3年ぶりの増収となるなど順調な滑り出しを見せている。
2011年（平成23年）に阪急阪神百貨店が店舗運営を3つの事業部に分けた際には当店は主力店を担当する第一店舗事業部の所属となり、販売部門と商品部門を分けて各々の責任を明確化する体制へ移行した。
そして2014年（平成26年）3月期で売上高が前年比108％増の売上高404億円に達し、当初の目標だった400億円を超えた。

## 売上高
2023年3月期（2022年度）の売上高は前年比22.1％増の506億円となった。博多大丸は2023年2月期決算で単純比較できないが、2022年度の売上高は471億円であったため、これを上回った。2023年度は623億円に達し、開業から比較的新しいものの、天神地区の岩田屋本店に次ぐ2番店にまで成長した。